# Дизайн и эволюция C++
«Дизайн и эволюция C++» (англ. The Design and Evolution of C++, D&E) — книга Бьёрна Страуструпа, описывающая создание C++. Была переведена как минимум на 6 языков.
Основное внимание в книге уделено общим целям дизайна, ходу эволюции языка от первоначального проекта «Си с классами» до современного состояния и описанию развития языковых концепций. Также Страуструп подробно показал в книге связь C++ и языка Симула.
Идею написать статью об истории C++ Страуструпу предложили на второй конференции ACM по истории языков программирования в 1993 году (ACM HOPL—2). Заинтересованность других побудила его на более серьёзную работу, и к 1994 году была написана целая книга.
Журнал «Dr. Dobb’s Journal» в 1994 году присвоил книге награду «Productivity Award».